# (46977) Krakow
(46977) Krakow ist ein Asteroid des mittleren Hauptgürtels, der am 18. September 1998 von dem belgischen Astronomen Eric Walter Elst am La-Silla-Observatorium der Europäischen Südsternwarte in Chile (IAU-Code 809) entdeckt wurde. Unbestätigte Sichtungen des Asteroiden hatte es vorher schon am 29. und 30. Oktober 1984 unter der vorläufigen Bezeichnung 1984 UD2 am Kleť-Observatorium bei Český Krumlov gegeben.
Die Sonnenumlaufbahn von (46977) Krakow ist mit einer Exzentrizität von 0,2189 stark elliptisch und mit mehr als 24° stark gegenüber der Ekliptik des Sonnensystems geneigt.
Der Asteroid wurde am 20. Mai 2008 nach der polnischen Stadt Krakau benannt.